# Буревісник (Кременець)
Буревісник — аматорська футбольна команда з міста Кременця (Тернопільська область).

## Відомості

### Досягнення
- Чемпіон Тернопільської області: 1961, 1962